# ペイチェック 消された記憶
『ペイチェック 消された記憶』（ペイチェック けされたきおく、原題：Paycheck）は、2003年公開のアメリカ映画。ジョン・ウー監督。
原作はフィリップ・K・ディックの短編小説「報酬」（原題："Paycheck"）。日本での公開は、2004年3月13日。

## ストーリー
今から遠くない未来の話。フリーのコンピューターエンジニアのマイケル・ジェニングスは、依頼されたプロジェクトを完成させると、機密保持のためそれに関わった期間の記憶を消されていた。
ある日、マイケルは参加したパーティーで出会ったレイチェル・ポーターを口説くが袖にされてしまう。直後、大企業のオールコム社に勤めるジミー・レスリックから仕事を受けないかと提案される。報酬は非常に高額だが、その仕事には2年か3年は必要だという。3年間の記憶を消すリスクに躊躇するマイケルだが、報酬に惹かれて依頼を受けるためオールコム社の研究所を訪れる。私物を全て取り上げられ記憶マーカーを埋め込まれたマイケルはレイチェルと再会するが、間もなく仕事に取り掛かり始める。
仕事を終えてマーカー以降の記憶を消したマイケルは、ジミーに3年経ったことを告げられる。自宅に戻り教えられた通り報酬を確認するとその高額さに歓喜するが、銀行で渡された封筒に入っていたのは見知らぬ19個のガラクタだけ。さらに自分は1ヶ月前に保有していた株を全て放棄しており、高額な報酬は一切手に入らなかった。
事態を信じられないマイケルが帰宅すると、侵入していた何者かに捕らえられてしまう。彼らはFBIで、政府の軍事研究に関する機密を手に入れたと思われるジミーをマークしていたが尻尾を掴めず、彼に全責任を擦り付けられようとしているマイケルから情報を得ようとしていた。
弁明するマイケルにFBIは取り合わず無理矢理にでも思い出させようとするが、捜査官の1人が封筒に入っていた「タバコ」を吸ったことで報知器が作動し、電力が止められ拘束が外れる。同時に噴出された煙によって視界が塞がれた中、マイケルは手探りで移動しガラクタに辿り付くと、「サングラス」には煙の中でも視界がクリアになる機能があることに気付く。
ガラクタ入りの封筒を抱えその場を逃げ出したマイケルは、「バスの一日乗車券」に気付いてFBIを撒くことに成功する。バスの中でガラクタを確認していると少年に「指輪」を盗まれるが、追いかけてバスを降りると目の前には先ほど訪れた銀行がある。担当者から封筒の送り主を確認したところ、それは記憶を消す前の自分で、中身は20個だと教えられる。
その頃、オールコム社ではマイケルが逃亡する様子を見ていたエージェントをジミーが問い詰めていた。“予言”ではマイケルは死ぬはずだったのになぜ助かったのか、と。ジミーはマイケルが事前に“装置”へウイルスを仕込んでいたことに気付き、マイケルを捕まえるように指示を出す。
マイケルはホテルの一室で残ったガラクタを改めて確認してみるが、謎の数字と文章が書かれた「メモ」や存在しない銀行の名前が書かれた「マッチ」など、役に立つとは思えない物ばかり。助けを求めて仲間のショーティーとショッピングモールで会うと、近くにあったテレビで発表されている宝くじの当選番号が「メモ」の数字と一致していることに気付く。マイケルはオールコム社の仕事が未来予知に関係していること、封筒のガラクタは全て自分が助かるために必要な物であることを確信する。
間を置かずジミーの放った刺客に襲撃されたマイケルだが、「扉の鍵」「ヘアスプレー」「ライター」「クリップ」を活用することで難を逃れる。夜になり、ホテルの一室で「マッチ」の偽装に気付いたマイケルは、カフェ・ミッシェルに自身が訪れる予約を入れていることを知る。
翌朝、マイケルと恋仲になっていたレイチェルはマイケルが記憶を消したことを知らされる。レイチェルはマイケルからの隠されたメッセージに気付いてカフェ・ミッシェルに向かうが、ジミーの差し向けた偽者に先回りされてしまう。マイケルは偽者と気付かず「カードキー」を渡してしまうものの、偽者であると気付いて引き止めた間に駆けつけた本物のレイチェルに助けられると、「カードキー」を取り戻してその場を離れる。2人は「乗り物の鍵」を使い、事前に買っておいたバイクで追っ手から逃げることに成功する。
翌日になり、ガラクタが19個では1つ足りないことに気付いたマイケルは、封筒に1つ多く貼られた「切手」に情報が隠されていることを「レンズ」で発見する。それは、未来予知が原因となって人類が破滅を迎えることを示す画像だった。
“装置”を破壊するため研究所を訪れた2人は、「ベアリングの玉」を使って金属探知機を作動させ、混乱に乗じて“装置”のある部屋に侵入する。「六角レンチ」と「コイン」でカードリーダーが動作しないよう細工をした後、「クロスワードパズル」をヒントに“装置”のウイルスを除去して作動させると、自身が撃たれる未来が見える。“装置”を破壊するため液体窒素のタンクに「銃弾」を仕込んで部屋から脱出するが、すぐ銃撃戦になってしまう。
研究所の装置も駆使してなんとか撃退すると、マイケルが撃たれる未来を見たジミーがやってくる。予知通りにマイケルが撃たれるよう仕向けるジミーだが、身に着けていた「腕時計」の表示に従ったマイケルは銃弾を回避、その弾はジミーに当たり、その衝撃でジミーは転落し、そのまま落下死する。直後に起きた“装置”の爆発に紛れ、マイケルとレイチェルは研究所から姿を消した。
後日、レイチェルは研究所で飼っていた鳥をショーティーに見つけ出してもらっていた。なぜか鳥のことを覚えていたマイケルは連想して「メモ」に書かれていた文章を思い出し、鳥篭に隠していた宝くじの当選券を見つけ出す。

## 登場人物
マイケル・ジェニングス
演 - ベン・アフレック
フリーのコンピューターエンジニア。トレーニングを趣味としており棒術の訓練をしていた。パーティで会ったレイチェルに興味を持つ。実験により拘束されて三年間の記憶を失う。陰謀によりFBIに捕まるが自分の元に届いた封筒の中にあった物品により追っ手を出し抜きながら真相をつかむために奔走する。銃のマガジンを爆発させて相手を欺くなど奇策に長け、危機を乗り越えるなど現場の判断能力に優れる。
ジミー・レスリック
演 - アーロン・エッカート
オールコム社の社長。
レイチェル・ポーター
演 - ユマ・サーマン
マイケルがパーティで出会った女性。生物学の博士。インコを飼っている。バイクでの逃走中に被っていたヘルメットを取って、追っ手にぶつけるなど機転が利く。
ショーティー
演 - ポール・ジアマッティ
マイケルの親友。
ジョン・ウルフ
演 - コルム・フィオール
レスリックの秘書。味方を躊躇なく殺す極悪人。
ドッジ
演 - ジョー・モートン
エージェント。
クライン
演 - マイケル・C・ホール
エージェント。
リタ・ダン
演 - キャスリン・モリス
女弁護士。マイケルとキスを交わすなど恋愛関係であったことが示唆されている。
ジョーン
銀行の職員。
ウィリアム・デッカー
政府の物理学者。
ブラウン
司法長官。
マヤ
レイチェルに扮した偽物。マイケルをだまし、あと一歩で成功しそうになったが、すんでのところで偽物と気付かれ、本物のレイチェルが登場し、成敗される。

## キャスト
| 役名                   | 俳優                   | 日本語吹替 | 日本語吹替                                                                                                  |
| 役名                   | 俳優                   | ソフト版 | テレビ朝日版                                                                                                |
| ---------------------- | ---------------------- | --- | --- |
| マイケル・ジェニングス | ベン・アフレック       | 咲野俊介 | 楠大典 |
| ジミー・レスリック     | アーロン・エッカート   | 内田直哉 | てらそままさき                                                                                              |
| レイチェル・ポーター   | ユマ・サーマン         | 勝生真沙子 | 本田貴子 |
| ショーティー           | ポール・ジアマッティ   | 後藤哲夫 | 牛山茂 |
| ジョン・ウルフ         | コルム・フィオール     | 佐々木勝彦 | 佐々木勝彦                                                                                                  |
| エージェントドッジ     | ジョー・モートン       | 仲野裕 | 岩崎ひろし                                                                                                  |
| エージェントクライン   | マイケル・C・ホール    | 山野井仁 | 木下浩之 |
| リタ・ダン             | キャスリン・モリス     | | |
| マヤ                   | イワナ・ミルセヴィッチ | | 石塚理恵 |
| その他                 | N/A                    | 佐々木梅治 八十川真由野 林真里花 斎藤恵理 木藤聡子 青山穣 樫井笙人 吉田孝 木村雅史 よのひかり 竹田雅則 大久保利洋 | 佐々木敏 玉川紗己子 渡辺穣 小柳洋子 柳沢真由美 斧アツシ 渡辺英雄 滝知史 奈良徹 近藤広務 川名真知子 桑原敬一 |
|                        |                        | | |
| 演出                   |                        | 伊達康将 | 木村絵理子                                                                                                  |
| 翻訳                   |                        | 小寺陽子 | 岸田恵子 |
| 調整                   |                        | オムニバス・ジャパン                                                                                              | 山本和利 |
| 効果                   |                        | | サウンドボックス                                                                                            |
| 制作                   |                        | 東北新社 | 東北新社 |

- テレビ朝日版：初回放送2008年3月16日『日曜洋画劇場』

## 解説
それまでのジョン・ウー映画の主人公とは違い、主人公が敵を殺さない設定となっている。これはマイケルが普通の技術者であり、人殺しをするのはおかしいという監督の判断によるものである。そのため、ジョン・ウー映画の醍醐味ともいえる暴力描写はかなり控え目な作品となっている。なお、この作品には鳥が登場することなど、ヒッチコックの演出のオマージュが散りばめられている。